# La Grande Révolte
Pour les articles homonymes, voir Bonnie Prince Charlie.
Pour plus de détails, voir Fiche technique et Distribution.
La Grande Révolte (Bonnie Prince Charlie) est un film britannique réalisé par Anthony Kimmins, sorti en 1948.

## Synopsis
En 1745, Flora MacDonald joue un air jacobite au piano et est réprimandée par son beau-père pour ce côté séditieux. Dans le même temps, en Italie, le «Vieux Prétendant» envisage de faire une autre tentative pour retrouver le trône d'Angleterre, mais se rend compte qu'il est désormais trop vieux et décide d'envoyer son fils Charles.
Charles arrive en Écosse et rencontre Donald, un berger, et lui demande de transmettre un message aux nobles écossais, pour qu'ils le rejoignent à son navire. Le roi George II est averti de son arrivée mais n'est pas inquiet. Charles parvient à persuader la plupart des nobles de se battre pour lui. Lord MacDonald, lui, refuse car il est inquiet du manque de soutien des Français. Les clans se rallient à Charles et proclament leur loyauté à son père.
La rébellion commence. Charles et ses hommes entrent à Édimbourg en triomphe. Clementina Walkinshaw lui lance une rose. Ils se rencontrent à un bal et commencent une relation amoureuse. Le Général John Cope approche avec des troupes loyalistes et Lord Murray ne veut pas en prévenir Charles, car il doute de son habileté militaire, mais le prince l'apprend néanmoins. Charles recommande d'attaquer les troupes anglaises et les Highlanders battent les Anglais lors de la bataille de Prestonpans en quelques minutes.
Charles et ses troupes entrent alors en Angleterre. George II commence à en avoir peur et envoie son fils, le Duc de Cumberland, pour les combattre. À Derby, à seulement 200 km de Londres, Lord Murray et l'état-major recommandent de battre en retraite, les soutiens ne se montrant pas. Charles s'y oppose mais la retraite est quand même décidée. Charles cherche du réconfort auprès de Clementina, qui l'encourage à partir pour la France avec elle, mais il préfère rester avec ses hommes.
Le Duc de Cumberland bat les Highlanders à Culloden, mais n'arrive pas à capturer Charles. Celui-ci fuit dans les îles Hébrides et est caché par Flora MacDonald. Charles arrive à prendre un bateau pour le ramener en Italie.

## Fiche technique
- Titre original : Bonnie Prince Charlie
- Titre français : La Grande Révolte
- Réalisation : Anthony Kimmins
- Scénario : Clemence Dane
- Direction artistique : Vincent Korda, Wilfred Shingleton
- Costumes : Georges K. Benda
- Photographie : Robert Krasker et Osmond Borradaile (additionnelle, non crédité)
- Son : John Cox
- Montage : Grace Garland
- Musique : Ian Whyte
- Production : Edward Black
- Société de production : London Film Productions
- Société de distribution :  British Lion Film Corporation ;  Snader Productions
- Pays d'origine :  Royaume-Uni
- Langue originale : anglais
- Format : couleur (Technicolor) — 35 mm — 1,37:1 — son Mono (RCA Sound System)
- Genre : Film historique
- Durée : 136 minutes (98 minutes aux États-Unis)
- Dates de sortie :
  -  Royaume-Uni : 26 octobre 1948
  -  France : 19 juillet 1950
  -  États-Unis : 6 janvier 1952
- Affiche : Roger Rojac (France)

## Distribution
- David Niven : Charles
- Margaret Leighton : Flora MacDonald
- Judy Campbell : Clementina Walkinshaw
- Jack Hawkins : Lord Murray
- Morland Graham : Donald
- Finlay Currie : William Murray, marquis de Tullibardine
- Elwyn Brook-Jones : Duc de Cumberland
- John Laurie : Jimmie l'aveugle
- Hector Ross : Glenalandale
- Hugh Kelly : Lieutenant Ingleby
- Charles Goldner : Capitaine Ferguson
- Henry Oscar : Jacques II
- Martin Miller : George II
- Franklin Dyall : Macdonald
- Herbert Lomas : Kinloch Moidart
- Ronald Adam : Macleod
- John Longden : Capitaine O'Sullivan
- James Hayter : Kingsburgh
- Julien Mitchell : Général Cope
- Simon Lack : Alan de Moldart

## Crédit d'auteurs
- (en) Cet article est partiellement ou en totalité issu de l’article de Wikipédia en anglais intitulé « Bonnie Prince Charlie (1948 film) » (voir la liste des auteurs).